# نحت

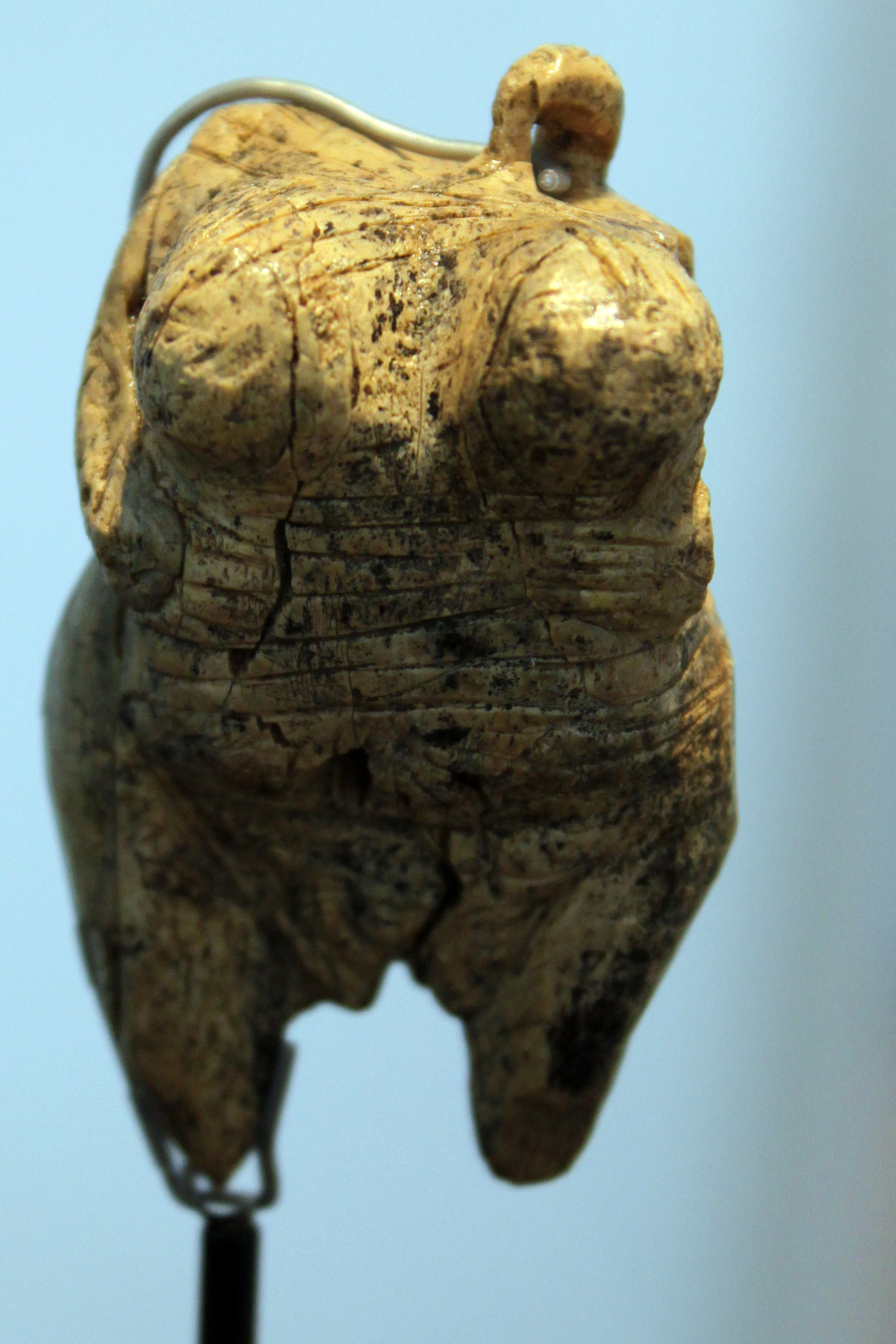
فينوس هوليفيلس من سن الماموث (35000 سنة سبقت): وجدت في «هوليفيلس» بألمانيا

يعد النحت من فرعاً من فروع الفنون المرئية وفي نفس الوقت أحد أنواع الفنون التشكيلية، كما أنه يرتكز على إنشاء مجسمات ثلاثية الأبعاد. ففي الأْصل، كان النقش (أي إزالة جزء من المادة) والتشكيل (أي إضافة المواد كالصلصال). ويمارس هذا الفن على الصخور والمعادن والخزف والخشب ومواد أخرى. عرف فن النحت منذ قديم العصور منذ نحو 4500 سنة قبل الميلاد.
منذ عهد الحداثة أدت التغيرات في عملية النحت إلى الحرية في استخدام المواد والعمليات. ويمكن العمل بكثير من المواد المتنوعة من خلال عملية الإزالة كالنحت أو عملية التجميع كاللحام والتشكيل والصب.
النحت هو فن تجسيدي يرتكز على إنشاء مجسمات ثلاثية الأبعاد لإنسان، حيوان، أو أشكال تجريدية. ويمكن استخدام الجص أو الشمع، أو نقش الصخور أو الأخشاب. فن النحت هو أحد جوانب الإبداع الفني كما ينتج مجسمات ثلاثية الأبعاد.

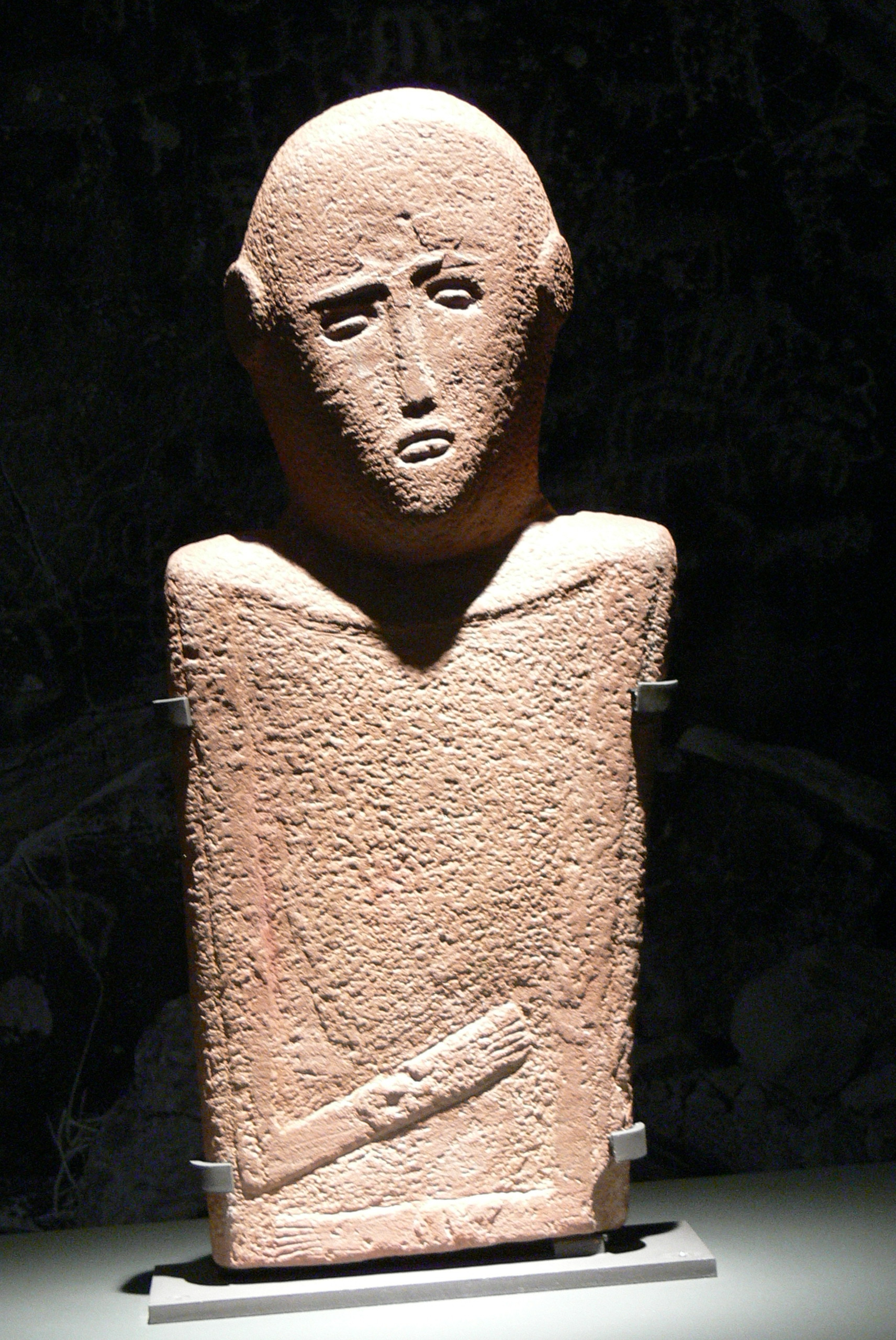
تمثال من نحو 3500 قبل الميلاد من المملكةالعربية السعودية (المتحف الوطني السعودي، بالرياض).

يعد فن النحت من الفنون القديمة قدم الإنسان فهو أقدم من فن التصوير مثلا. فالإنسان أقدر على التعبير النحتي عنه عن التعبير بالرسم.
وفن النحت يتعامل مع المجسمات الثلاثية الأبعاد على العكس من الرسم والتصوير الذي يتعامل مع الأبعاد الثنائية.

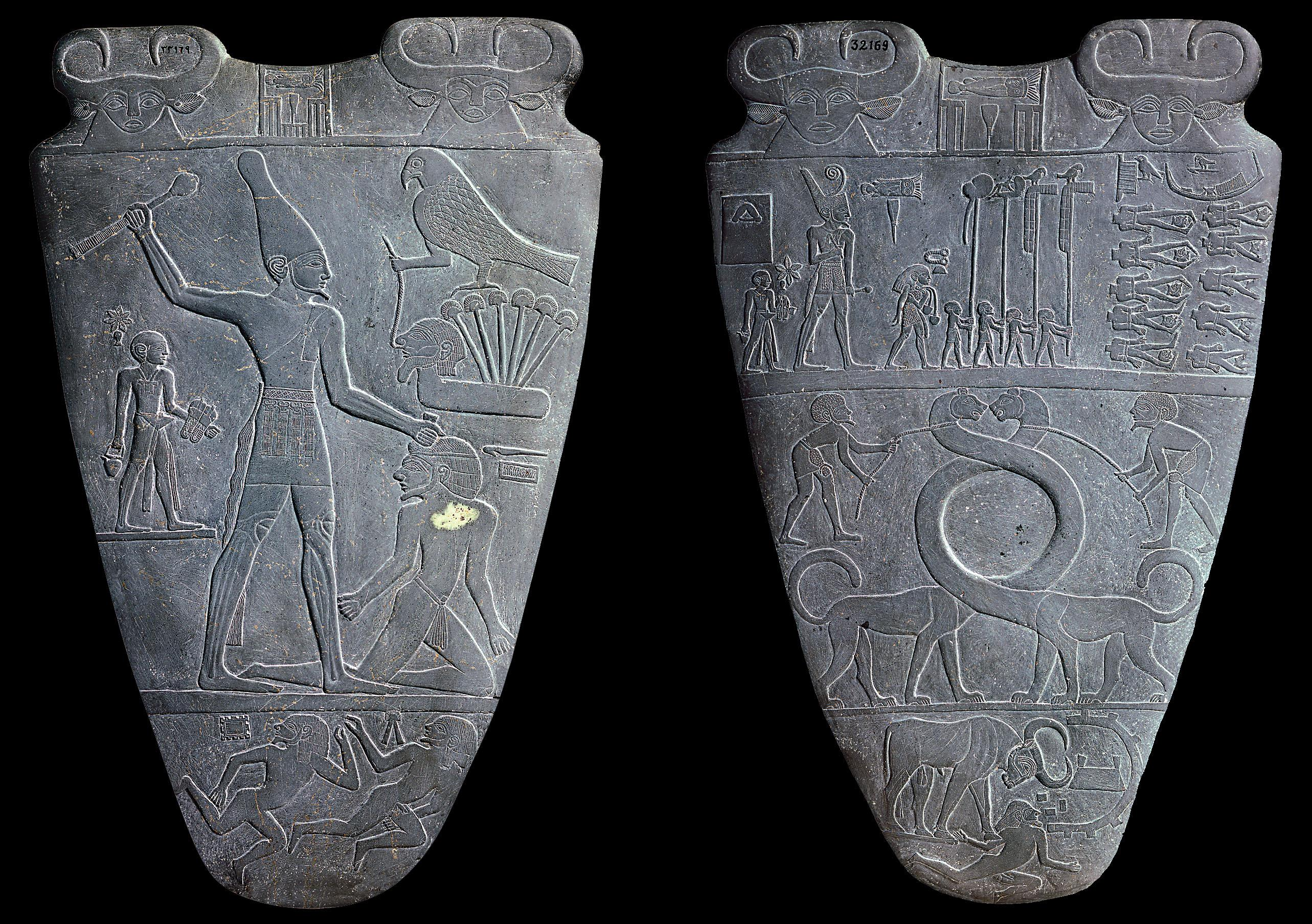
كلا وجهي لوحة نارمر، النحت البارز.

ويمكننا أن نجد نماذج النحت في الحضارات القديمة باختلاف أشكالها ومنها في الحضارات الفرعونية والرومانية واليونانية التي نجد فيها فن النحت من أكثر الفنون انتشارا وتعبيرا عن الجو المحيط مع اختلاف غرض الاستخدام، وعادة ما كان المقصود من هذه النماذج هو النواحي الدينية للتعبير عن الآلهة المختلفة الخاصة بهم.
تعيش المنحوتات الصخرية أكثر بكثير من الأعمال الفنية المكونة من مواد أخرى قابلة للتلف، فأغلبية ما قد عاش من الثقافات القديمة -عدا عن الفخار- تتمثل في المنحوتات الصخرية على عكس الأساليب المستخدمة في المنحوتات الخشبية التي اختفت تقريبا. وقد كانت أغلبية المنحوتات القديمة تُصبغ بألوان زاهية ولكن تغير ذلك.
كان النحت لكثير من الثقافات أمرا أساسيا في العبادة الدينية. فإلى وقت قريب، كانت المنحوتات الضخمة -التي يعد صنعها باهظ الثمن على الأفراد العاديين- تعبر عادة عن الدين أو السياسة. فالثقافات التي عاشت كثير من منحوتاتها هي ثقافة البحر الأبيض المتوسط القديم وكذلك الثقافة الهندية والصينية، بالإضافة إلى الكثير في أمريكا الجنوبية وأفريقيا.
و أيضاً نجد انتشار فن النحت في عصر النهضة والباروك ووجود نحاتين عظام.
وان كان استخدام فن النحت في عصورنا الحالية الغرض منه أساسا الابداع الفني وتوصيل رسالة معينة الي الجمهور باختلاف الأسلوب المستخدم فيه مثل التجريدي والهندسي والأكاديمي.
بدأ التقليد الغربي للنحت في اليونان القديمة، فاليونان معروفة بإنتاجها الكبير للقطع الفنية الرائعة خلال العصر الكلاسيكي. فكان النحت القوطي إبان العصور الوسطى يعبر عن عذابات الإيمان المسيحي ومشاعره. وقد أدى التنافس في صنع النماذج الكلاسيكية إبان عصر النهضة إلى إنتاج منحوتات مشهورة كتمثال «داود» للفنان مايكل آنجلو وقد ابتعد النحت الحديث عن العمليات التقليدية وعن التركيز على تصوير جسد الإنسان، وركز على النحت التركيبي وعرض الخامات الموجودة والمكتشفة كأعمال فنية مكتملة.

## الأهداف والمواضيع
كان أحد الأغراض الأكثر شيوعًا للنحت شكلًا من أشكال الارتباط مع الدين. شاعت الأصنام في العديد من الثقافات، بالرغم من أنها في كثير من الأحيان ليست كالتماثيل الضخمة من الآلهة التي ميزت الفن اليوناني القديم مثل تمثال زيوس في أوليمبيا. من الواضح أن الأصنام المخصصة للعبادة في أكبر المقدسات التابعة للمعابد المصرية، والتي لم يبق منها شيء، كانت صغيرة إلى حد ما حتى في أكبر المعابد. غالبًا ما يكون هذا الشيء سائدًا في الهندوسية أيضًا، إذ أن الشكل البسيط والقديم للينغام هو الأكثر شيوعًا. جلبت البوذية نحت الأشكال الدينية إلى شرق آسيا، حيث يبدو أنه لم يكن هناك تقليد مشابه لهذا من قبل، بالرغم من أن الأشكال البسيطة مثل البي والكونغ ربما امتلكت أهمية دينية.
تعود المنحوتات الصغيرة باعتبارها ممتلكات شخصية إلى الفترة المبكرة من فن ما قبل التاريخ، ويعود استخدام المنحوتات الكبيرة جدًا كفن عام، خاصة لإقناع المشاهد بقوة الحاكم، إلى فترة أبو الهول العظيم منذ نحو 4500 سمة مضت. في علم الآثار وفنون التاريخ، يعتبر ظهور المنحوتات الضخمة، واختفائها في بعض الأحيان، من ثقافة ما ذا أهمية كبيرة، بالرغم من أن تتبع ظهورها غالبًا ما يكون معقدًا بسبب افتراض وجود النحت الذي يستخدم الخشب وغيره من المواد القابلة للتلف والتي لم يكن لها أي سجل يحفظها.
يمثل عمود الرسم الطوطمي مثالًا على تقليد التماثيل الضخمة الخشبية الذي لم يترك أي أثر في علم الآثار. إن القدرة على إحضار الموارد لإنشاء النحت الأثري، من خلال نقل المواد الثقيلة عادة والإجراءات اللازم تنظيمها لدفع أتعاب من كانوا يعملون كنحاتين بدوام كامل، يعتبر علامة ثقافة متقدمة نسبيًا من ناحية التنظيم الاجتماعي. إن الاكتشافات الحديثة وغير المتوقعة لشخصيات العصر البرونزي الصينية القديمة في سانشينغداي، والتي يزيد حجم بعضها عن ضعف حجم الإنسان، قد شوشت العديد من الأفكار حول الحضارة الصينية المبكرة، إذ لم يكن معروفًا من قبل سوى التماثيل البرونزية الأصغر حجمًا بكثير.
يبدو أن بعض الثقافات المتقدمة بلا شك، مثل ثقافة وادي إندوس، لم تمتلك منحوتات ضخمة على الإطلاق، بالرغم من إنتاجها للتماثيل والأختام المتطورة للغاية. يبدو أن ثقافة الميسيسيبي كانت تتجه نحو استخدام هذه المنحوتات الضخمة مع الأشكال الحجرية الصغيرة، عند انهيارها. يبدو أن الثقافات الأخرى، مثل ثقافة مصر القديمة وثقافة جزيرة القيامة، قد كرست موارد هائلة الحجم للنحت الضخم على نطاق واسع منذ مرحلة مبكرة للغاية.
يعود جمع المنحوتات بما فيها النحت الذي يعود إلى فترات سابقة، إلى نحو 2000 سنة في اليونان والصين وأمريكا الوسطى، وقد كانت العديد من المجموعات متاحة للعرض شبه العام قبل وقت طويل من اختراع المتحف الحديث. منذ القرن العشرين، توسعت مجموعة محدودة نسبيًا من المواضيع الموجودة في المنحوتات الضخمة بشكل كبير، مع المواضيع المجردة واستخدام أو تمثيل أي نوع من المواضيع التي تعتبر شائعة اليوم. تصنع اليوم الكثير من المنحوتات لعرضها بشكل متقطع في صالات العرض والمتاحف، تعد القدرة على نقل وتخزين الأعمال الكبيرة بشكل متصاعد عاملًا في بنائها. صنعت معظم التماثيل الزخرفية الصغيرة من الخزف، وهي ما تزال شائعة اليوم (بالرغم من إهمالها بشكل غريب من قبل الفن الحديث والمعاصر)، منها تلك التي صنعت في فترة الروكوكو أو في اليونان القديمة عندما كانت تماثيل التاناغرا صناعة رئيسية، أو في فن شرق آسيا وما قبل العصر الكولومبي. تعود التجهيزات لنحتية الصغيرة للأثاث والأشياء الأخرى، إلى العصور القديمة، كما هو الحال مع عاجيات نمرود وعاجيات بيغرام والموجودات في قبر توت عنخ آمون.

## أنواع النحت

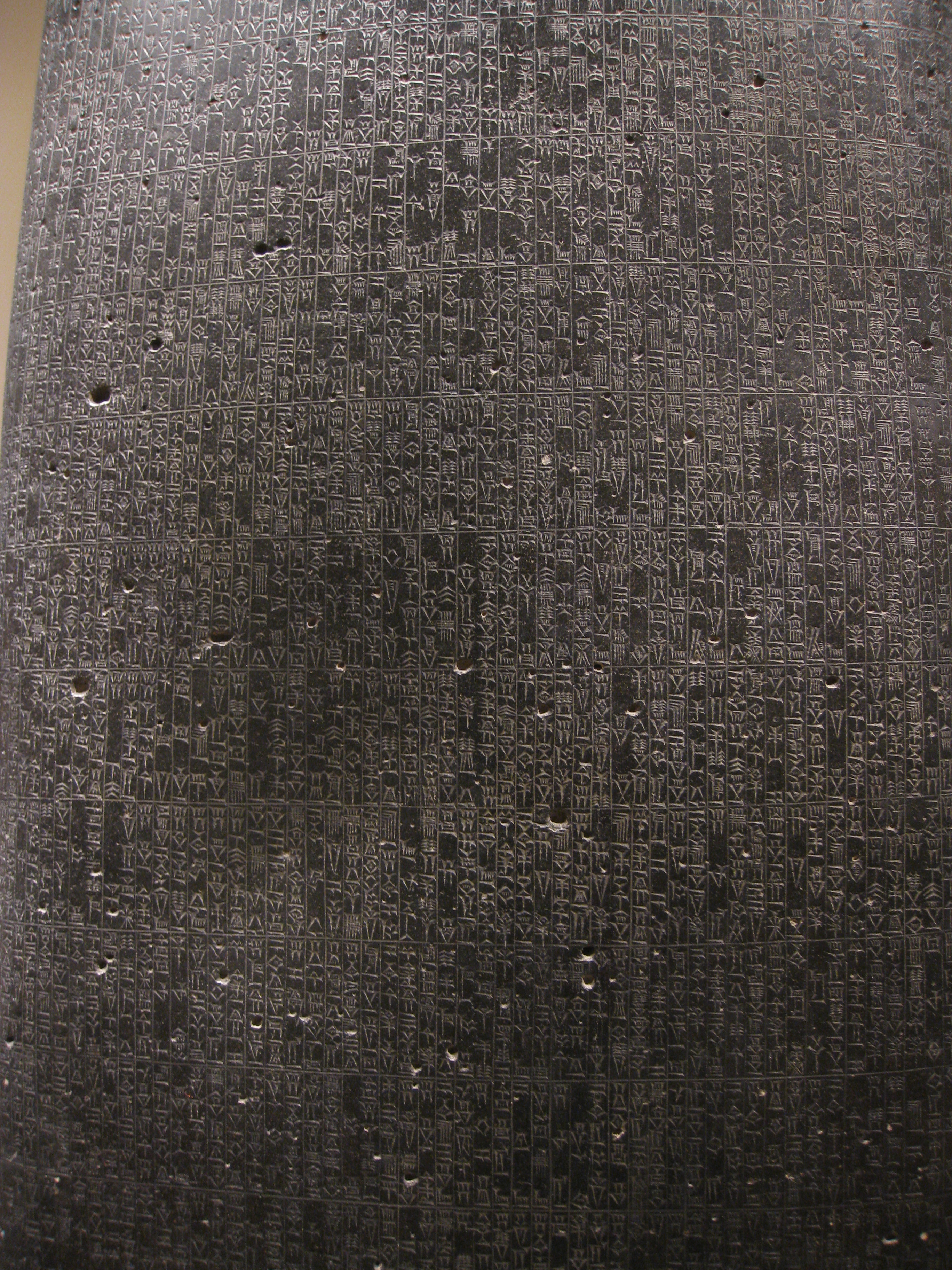
جزء من عمود شريعة حمورابي (متحف اللوفر)؛ نحت غائر.

بصرف النظر عن تشكيل التماثيل المجسمة، توجد عدة أنواع للنحت على الألواح، وهي:
- نحت بارز
- نحت غائر
- نحت بارز مجسم

### النحت البارز
هو نحت على لوح حجري أو خشبي، يتم فيه إزالة المادة حول الجسم المراد تشكيله. فتصبح الصورة بارزة فوق مسطح اللوحة. مثال على ذلك نجده في لوحة نارمر من مصر 3100 سنة قبل الميلاد.

### النحت الغائر

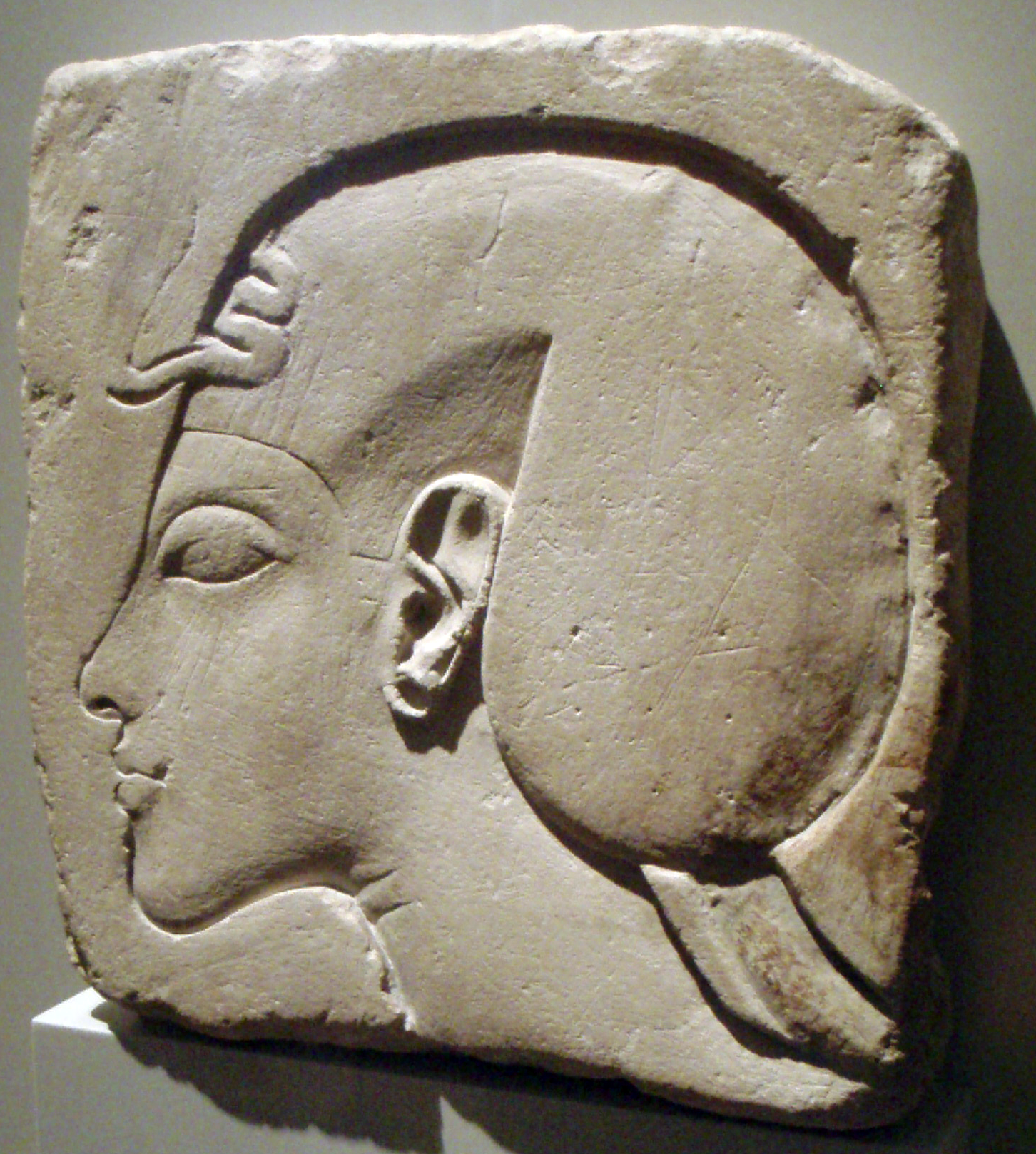
رأس أخناتون (1350/40 قبل الميلاد) ؛ نحت غائر.

وهو نحت على لوح من الحجر أو الخشب تزال فيه المادة من داخل الشكل المراد تشكيله، بحيث يصبح الشيء غائرا تحت مسطح اللوح. استخدم قدماء المصريين النحت الغائر أيضا كنوع من الفنون ولتمثيل الحياة اليومية للناس في تلك العهود. كما استخدموه لتمثيل فراعنة مصر وآلهتهم في القديم.
النحت الغائر هو أيضا المستخدم في الكتابة في العراق القديم وفي مصر القديمة. مثال على ذلك عمود شريعة حمورابي.

### النحت البارز المجسم

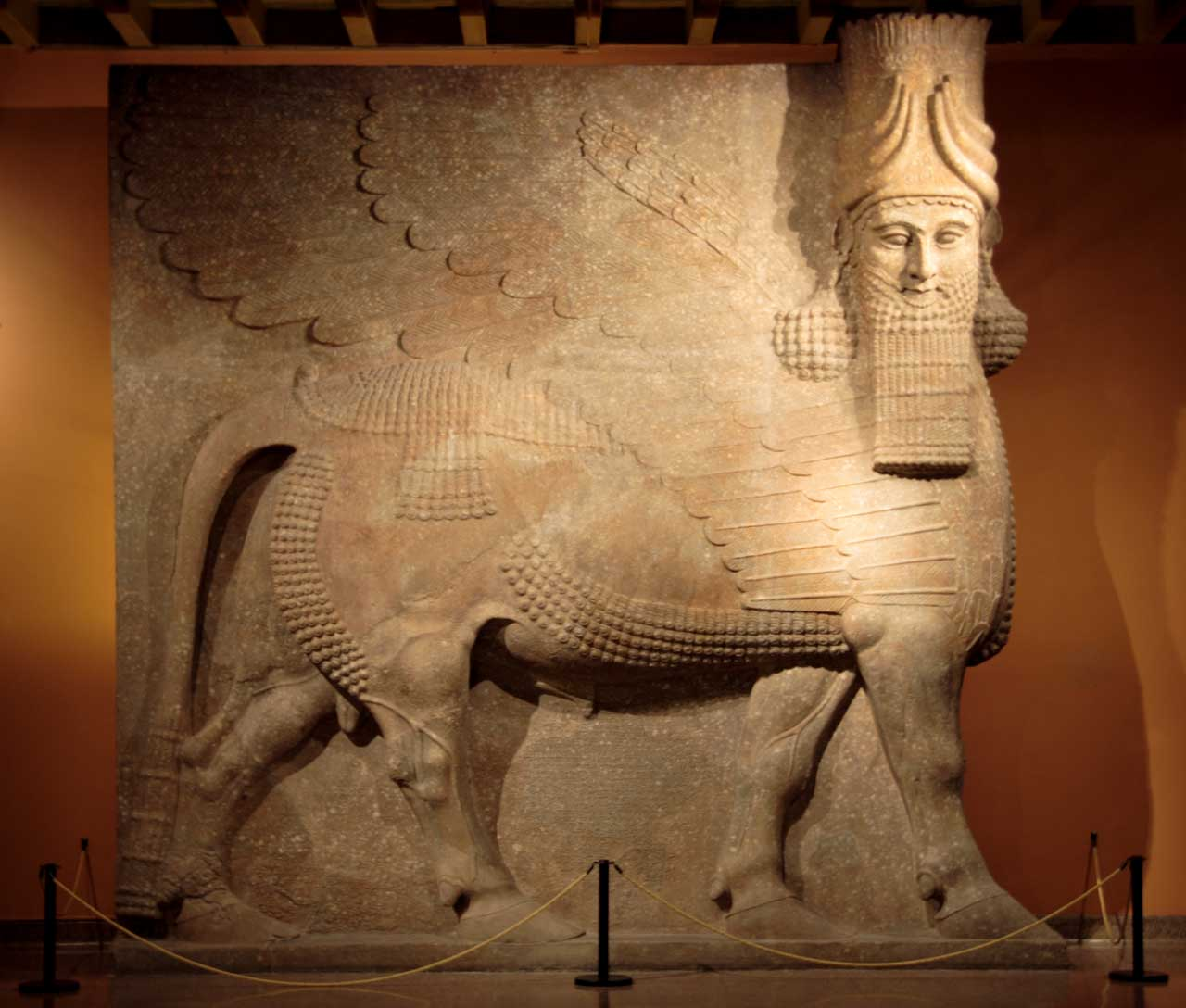
حارس باب خورساباد (الأشوريين)، 721–800 قبل الميلاد.

تتميز حضارة الإغريق والرومان بالنحت البارز المجسم. وهو نوع متطور للنحت البارز يشكل فيه الشيء مع مبالغة في تشكيل الشيء المجسم، ويصبح ملتصقا باللوح من ناحية واحدة وبأقل مساحة. في النحت البارز المجسم يظهر الشيء كما لو كان تمثالا ملتصقا على لوح.
يوجد فرق كبير بين أنواع النحت المستخدمة في صناعة التماثيل، فيكون الجسم فيها غير متصل بأي سطح إلا بالقاعدة. وأنواع أخرى من النحت البارز، يكون الشكل فيها متصلا جزئيا بالسطح الخلفي. ويصنف هذا النوع بحسب درجة بروزه عن مستوى اللوحة إلى النحت-البارز المنخفض أو الغائر والنحت-البارز المرتفع، وأحيانا إلى النحت-البارز الوسطي.
كان استخدام النحت الغائر مقتصرا على مصر القديمة. وعادة ما يُستخدم أسلوب النحت البارز عند صنع مجموعة مكونة من المنحوتات الضخمة وعند صنع منحوتات من المواضيع القصصية. لكن تنفيذ الشكل المجسم يعد أمرا مضنيا حيث يزال جزء كبيرا من مادة اللوحة، إلا أن نتيجته تكون جميلة وعلى الأخص أينما سقط الضوء عليها فهي تظهر واضحة. بدأ هذا النوع في بلاد العراق القديم نحو 600 قبل الميلاد، وعمل به الإغريق ثم الرومان. وهو النوع البارز المجسم المستخدم في النحت المعماري الجديث المتصل بالبنايات. والمستخدم في المنحوتات ذات الحجم الصغير التي تُستخدم في تزيين الأجسام الأخرى كما في تزيين الأخشاب والقطع المعدنية والمجوهرات بل والفخار. وقد يُستخدم النحت البارز أيضا في تزيين اللوحات التذكارية واللوحات العمودية المصنوعة عادة من الحجر، فهي غالبا تحتوي على نقوش.
فن التشكيل وبناء العمل الفني من المادة يمتد إلى أساليب الصب والختم والقولبة، سواء كان ذلك باستخدام [الجص] أو صب المعادن. وبواسطة استخدام قالب متوسط الحجم يحتوي على التصميم يمكن إنتاج العمل الفني عدة مرات، أي أن هذا الأسلوب يسمح بإنتاج نسخ متعددة من العمل الفني. يستخدم هذا في المباني على وجه كبير، سواء لتزيين الواجهات أو تزيين الحجرات بأشكال هندسية أو أشكال فروع أشجار وزهور.

## أكبر التماثيل

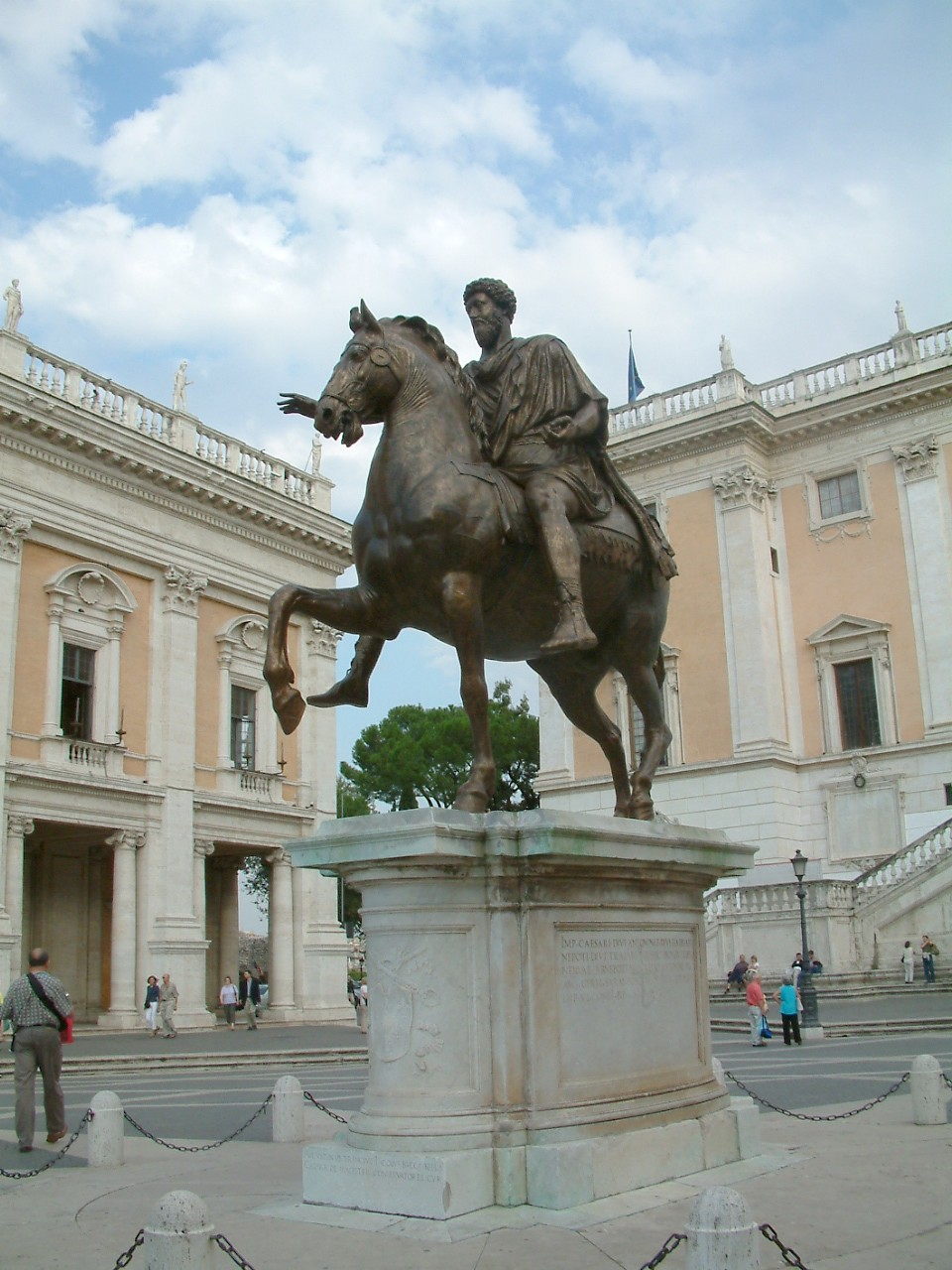
تمثال ماركوس أوريليوس في هضبة كابيتولين وهو أحد النماذج الأولى لعصر النهضة

يعتبر «تمثال معبد الربيع لبوذا» الصيني الضخم الذي اكتمل في عام 2002 أكبر التماثيل ويتمتع بجاذبية وفتنة. فهو مسجل كأكبر تمثال حيث يصل حجمه إلى 128م وارتفاعه إلى 420 قدم. كما أن «تمثال الفارس» (وهو عبارة عن راكب على فرس) يعد شكلاً ضخماً آخر من أشكال النحت الصورية. وقد أصبح نادرا في العقود الأخيرة. ومن أشكال النحت الصورية ذات الحجم الطبيعي هو تمثال «الرأس» أو التمثال النصفي، أي تصوير الشخص من الصدر فما فوق. وتشتمل أشكال النحت الصغيرة على التماثيل الصغيرة حيث لا يتعدى طولها 18 بوصة. كما تشتمل على أشكال النحت البارز وهي الصحيفة المعدنية والمعدن والقطع المعدنية.
وقد أضاف الفن الحديث والمعاصر عدداً من أشكال النحت غير التقليدية، وتشتمل على النحت الصوتي والنحت الضوئي والفن البيئي والنحت البيئي والفن الحركي (يشتمل على جوانب من الحركات الفيزيائية) وفن الأرض وفن الموقع المحدد. ويعد النحت شكلاً مهماً من أشكال الفن العام. ويمكن تسمية مجموعة من المنحوتات في حديقة ب«حديقة نحت».

## وصلات خارجية
- Sculpture "hub" at the متحف فكتوريا وألبرت
- Essays on sculpture from Sweet Briar College, Department of Art History
- International Sculpture Center
- Stone Carvers Guild of America (official website).
- Sculpture artists listings from the-artists.org
- Corning Museum of Glass
- Weird, Wonderful Modern Sculptures, a slideshow by لايف (مجلة)
- Cass Sculpture Foundation, a charity dedicated to commissioning monumental sculpture.
- Public sculpture in Perth Australia
- Archive.org The Encyclopædia Britannica Eleventh Edition, Sculpture, pp. 488 to 517